# Süßdolde
Die Süßdolde (Myrrhis odorata), auch Echte Süßdolde Myrrhenkerbel, Süßkerbel oder Spanischer Kerbel, Aniskerbel genannt, ist die einzige Pflanzenart der monotypischen Pflanzengattung Myrrhis innerhalb der Familie der Doldenblütler (Apiaceae).

## Beschreibung

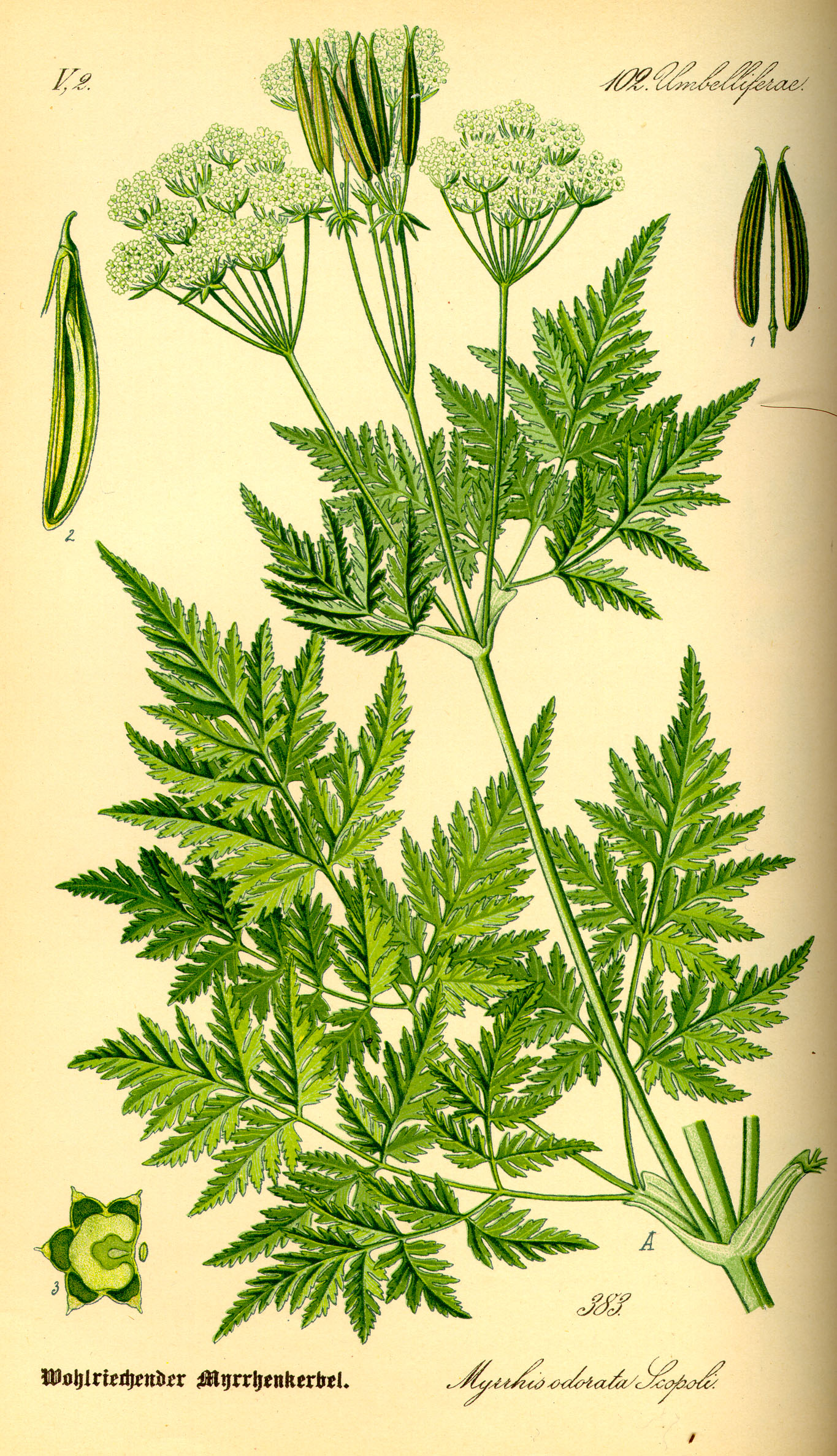
Illustration

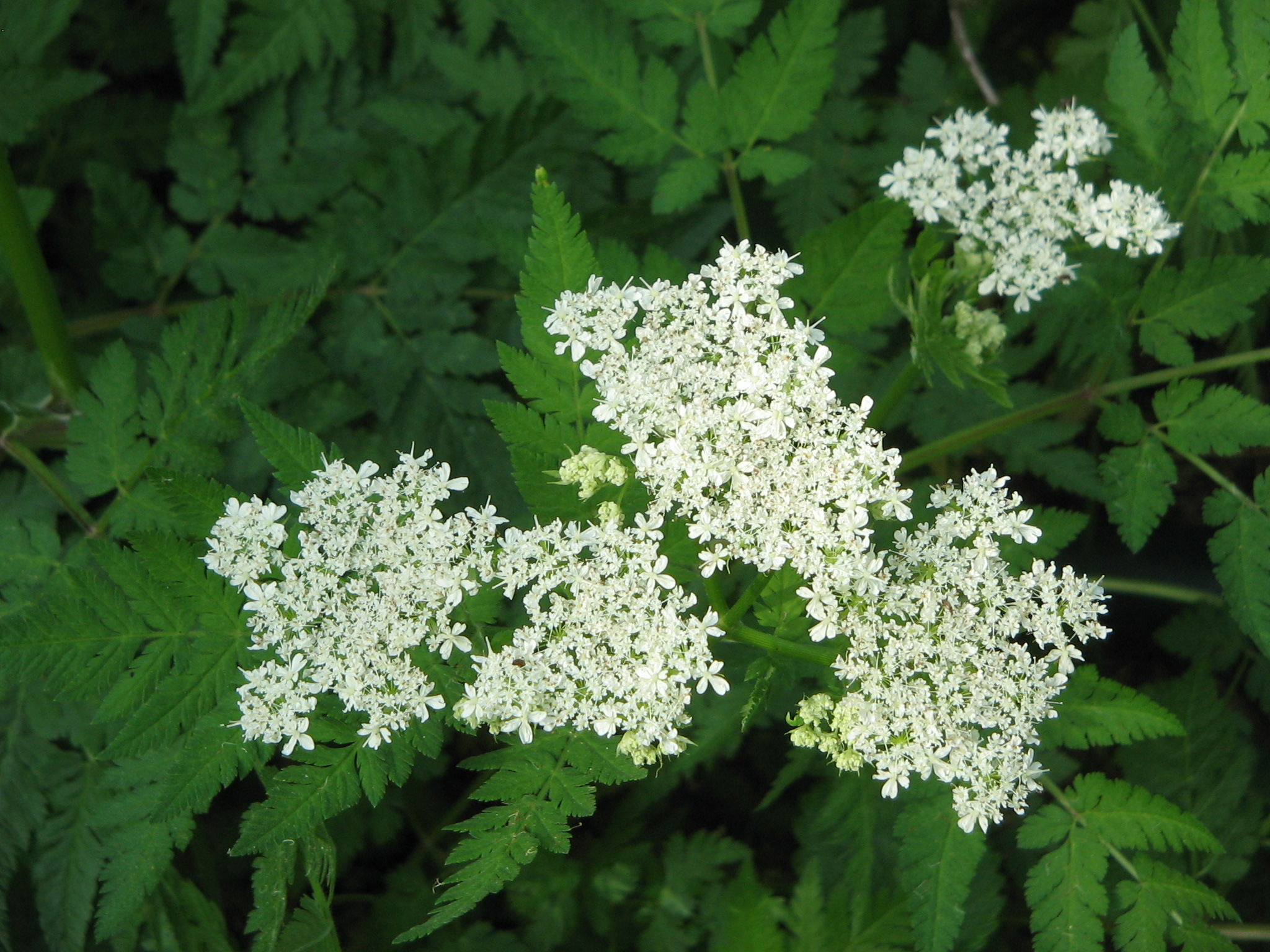
Doppeldoldige Blütenstände

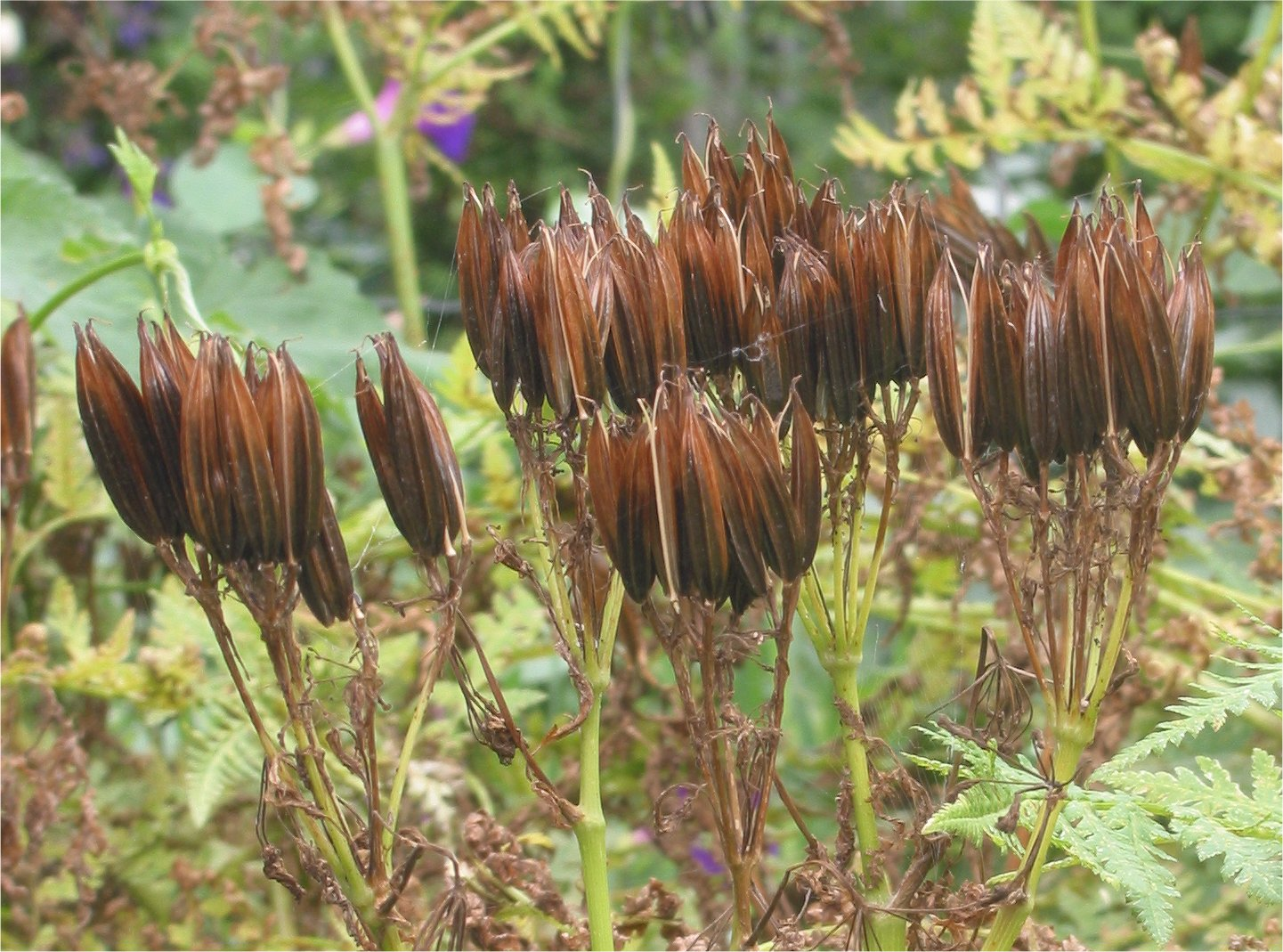
Fruchtstände: Die Doldenstrahlen sind auffallend aufrecht und geschlossen.

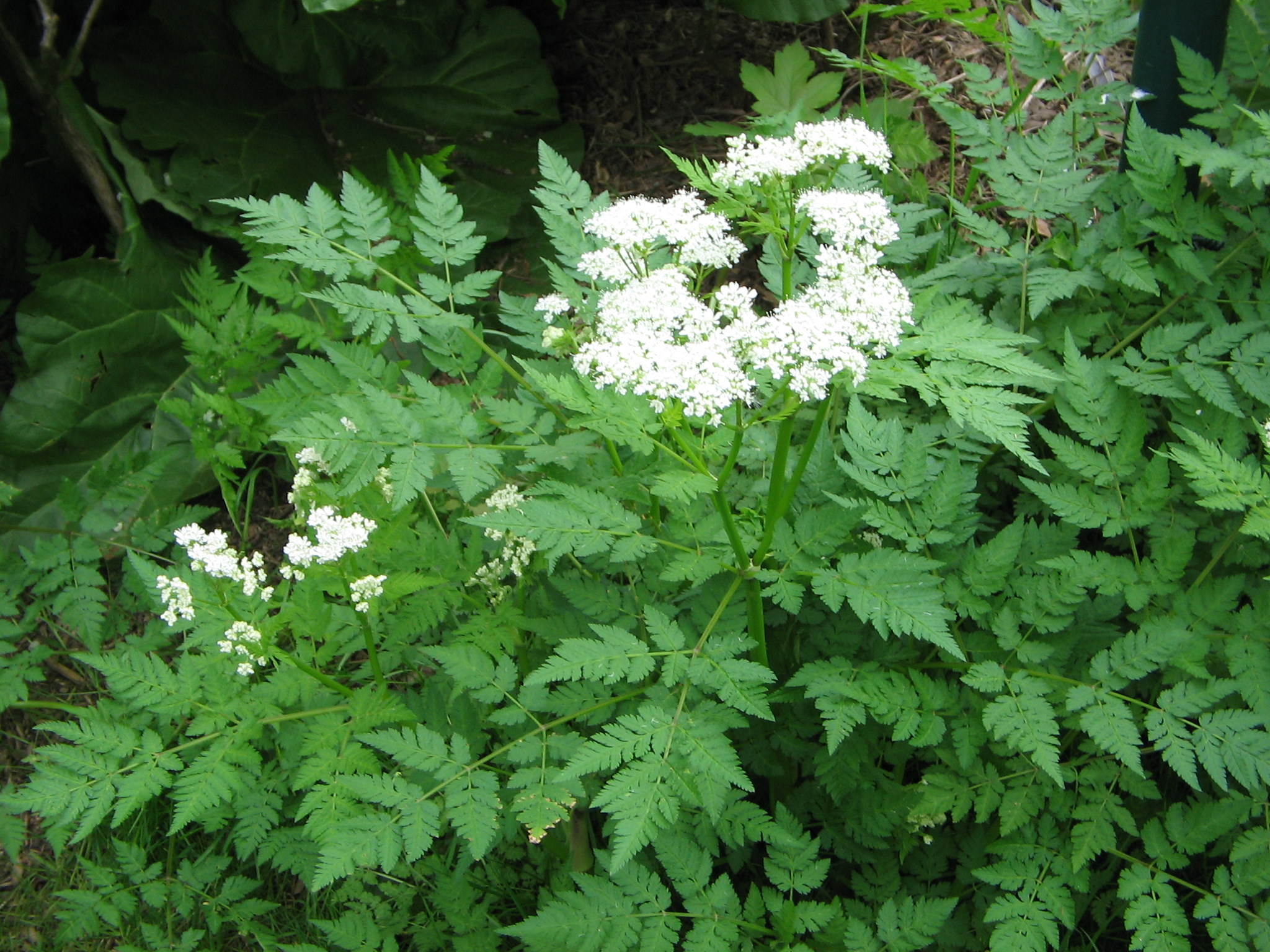
Habitus

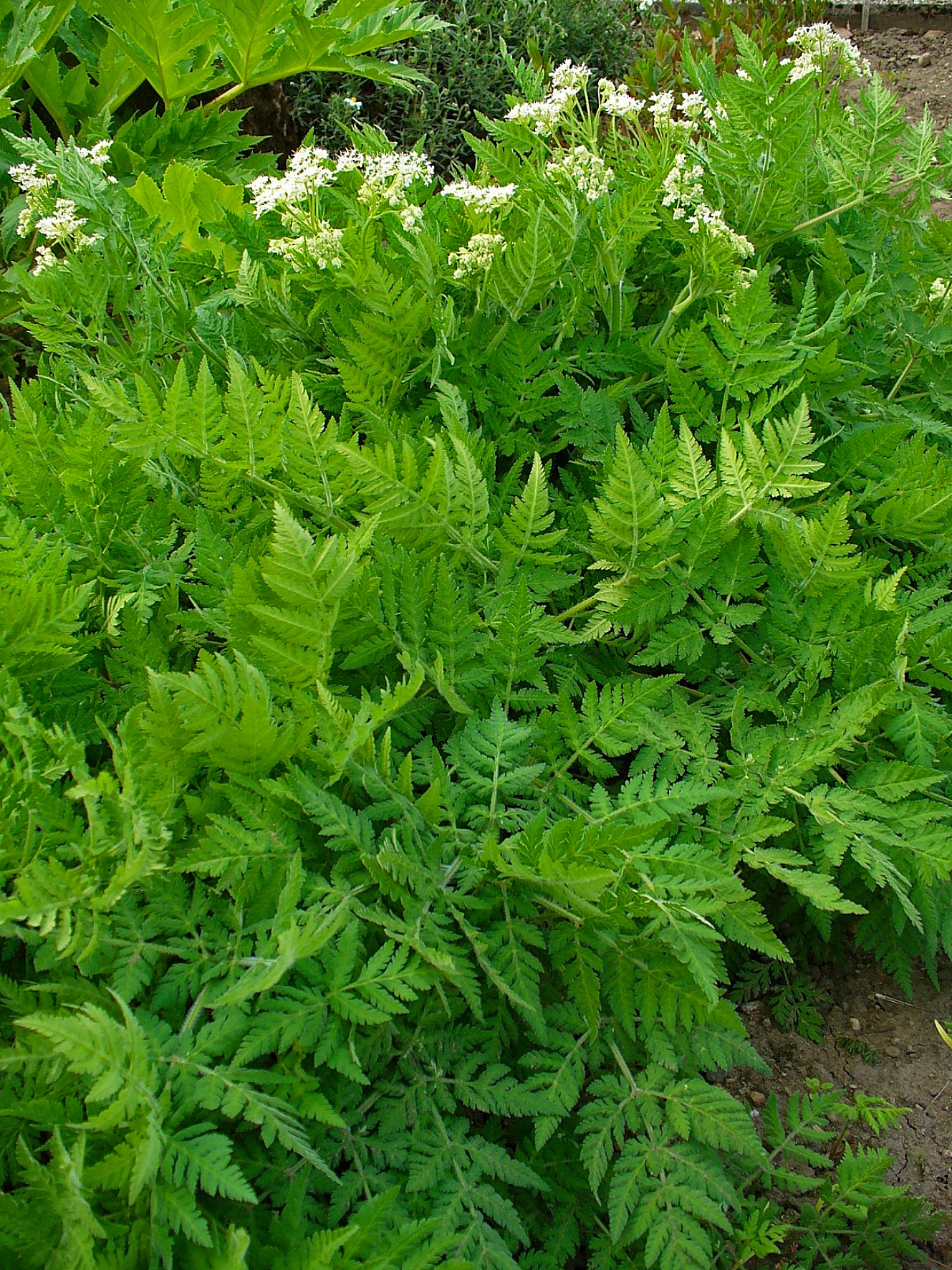
Habitus und Laubblätter

### Vegetative Merkmale
Die Süßdolde ist eine ausdauernde krautige Pflanze und erreicht Wuchshöhen von 60 bis 200 Zentimetern. Die Pflanzenteile duften stark nach Anis. Der hohle und geriefte Stängel ist im oberen Bereich verzweigt. Die Knoten (Nodien) sind zottig behaart.
Die Laubblätter erscheinen sehr früh nach dem Frost im zeitigen Frühjahr. Die wechselständigen, auffallend großen Laubblätter sind meist in Blattscheide, -stiel und -spreite gegliedert. Die große Blattscheiden sind besonders unterseits weich behaart. Die Blattspreite ist im Umriss dreieckig, zwei- bis dreifach gefiedert und ist viel größer als bei dem ähnlichen Wiesen-Kerbel (Anthriscus sylvestris) oder den Kälberkropf (Chaerophyllum)-Arten. Die Blattunterseite ist etwas weich behaart. Die unteren Blätter sind gestielt; die oberen sind kleiner, weniger zerteilt und auf den etwas aufgedunsenen Blattscheiden sitzend. Die Abschnitte letzter Ordnung sind eiförmig-länglich bis lanzettlich und unterwärts mit gekerbt-gesägten Lappen.

### Generative Merkmale
Myrrhis odorata ist andromonözisch, also mit männlichen und zwittrigen Blüten. Die Blütezeit reicht von Mai bis Juli. Der doppeldoldige Blütenstand besitzt 4 bis 24 Strahlen. Eine Hülle fehlt. Das Hüllchen besteht aus fünf bis sieben Blättern, die fast völlig weißhäutig sind und die zur Anthese aufrecht abstehen. Die Dolden sind teils zwittrig, teilweise rein männlich; die Stiele der männlichen Dolden sind dann kürzer als die der zwittrigen und außerdem kahl. Die Enddolde hat zwittrige Blüten mit männlichen gemischt, diese männlichen sind dann im Inneren angeordnet. An den später aufblühenden Seitendolden findet man meist nur männliche Blüten (ohne Fruchtknoten und ohne Griffel). Die Blüten sind fünfzählig mit doppelter Blütenhülle. Der Kelch ist nur minimal vorhanden. Die Blütenkronblätter sind weiß, verkehrt-herzförmig und ausgerandet mit einem schmalen Einschnitt und einem schlanken, zugespitzten, einwärts gebogenen Läppchen. Die äußeren Kronblätter der Dolde sind etwas größer als die anderen, daher sieht die Dolde strahlend aus. Das Griffelpolster ist kegelförmig; Der Griffel ist fast aufrecht oder später auswärts gebogen und hat eine kopfige Narbe.
Die Doldenstrahlen sind zur Fruchtzeit aufrecht geschlossen. Es werden Spaltfrüchte mit zweiteiligem Karpophor gebildet. Die einzelne Teilfrucht ist bei der Reife 20 bis 25 Millimeter lang, fast kahl, nur an der Spitze etwas behaart, sie ist reif dunkel-braun und wie lackiert glänzend, sie hat vorspringende Rippen und einen Schnabel.
Die Chromosomenzahl beträgt 2n = 22.

## Systematik
Die Erstveröffentlichung erfolgte 1753 unter dem Namen Scandix odorata durch den schwedischen Botaniker Carl von Linné in Species Plantarum, S. 257. Die Neukombination als Myrrhis odorata (L.) Scop. in die Gattung Myrrhis wurde 1771 durch den österreichischen Botaniker Giovanni Antonio Scopoli in Flora Carniolica, 2. Auflage, Band 1, S. 207 veröffentlicht.
Myrrhis odorata ist die einzige Art der monotypischen Gattung Myrrhis Mill. der Untertribus Scandicinae aus der Tribus Scandiceae in der Unterfamilie Apioideae innerhalb der Familie Apiaceae.
Folgende früher in die Gattung der Süßdolden (Myrrhis) eingeordnete, in Nordamerika heimische Arten werden seit 1977 der Gattung Osmorhiza zugeordnet:
- Myrrhis claytonii Michx. → Osmorhiza claytonii (Michx.) C.B.Clarke
- Myrrhis longistylis Torr. → Osmorhiza longistylis (Torr.) DC.

## Vorkommen
Ursprünglich kommt die Süßdolde in den Alpen (besonders in den Voralpen), den Pyrenäen, Apenninen und auf der westlichen Balkanhalbinsel sowie im Kaukasusraum vor. Sie ist sonst in Nord- und Ost-Europa oft verwildert und eingebürgert, sodass sich das ursprüngliche Areal nicht genauer ermitteln lässt.
Es gibt ursprüngliche Fundortangaben für Spanien, Andorra, Frankreich, Luxemburg, Deutschland, Schweiz, Österreich, Italien, Slowenien, Kroatien, Serbien, Bosnien und Herzegowina, Montenegro, Albanien, Litauen, Estland, die Ukraine, den europäischen Teil Russlands und den Kaukasusraum. In Irland, Island, Großbritannien, Dänemark, Norwegen, Schweden, Finnland, Tschechien und in der Slowakei ist die Süßdolde ein Neophyt.
Die Süßdolde steigt im Gebirge bis in Höhenlagen von etwa 1900 Metern. Sie kommt in Mitteleuropa meist in Fettwiesen, Weiden, Grasgärten, in Hochstaudenfluren, an Waldrändern, auch in Auenwäldern vor. Sie gedeiht am besten auf frischen, nährstoffreichen, locker-humosen Lehmböden. Primär ist die Süßdolde in Mitteleuropa eine Art des Verbands Rumicion alpini, kommt aber auch in Pflanzengesellschaften der Verbände Aegopodion oder des Alliarion vor.
Die ökologischen Zeigerwerte nach Landolt & al. 2010 sind in der Schweiz: Feuchtezahl F = 3 (mäßig feucht), Lichtzahl L = 3 (halbschattig), Reaktionszahl R = 4 (neutral bis basisch), Temperaturzahl T = 3 (montan), Nährstoffzahl N = 4 (nährstoffreich), Kontinentalitätszahl K = 3 (subozeanisch bis subkontinental).

## Ökologie
Die Süßdolde ist ein Kaltkeimer. Die Samenruhe kann nur durch längere Kälteeinwirkung beendet werden. In Versuchen wurde festgestellt, dass die Keimung bei Lagerung der Samen bei einer Temperatur von −1 bis +5 °C nach 59–65 Tagen begann.
Die Blüten der Süßdolde bieten freiliegenden Nektar. Bestäuber sind Käfer, Fliegen, Schwebfliegen, Wespen und mittelrüsselige Bienen.
Die Pilze Puccinia pimpinellae und Erysibe polygoni schmarotzen auf der Süßdolde.

## Verwendung

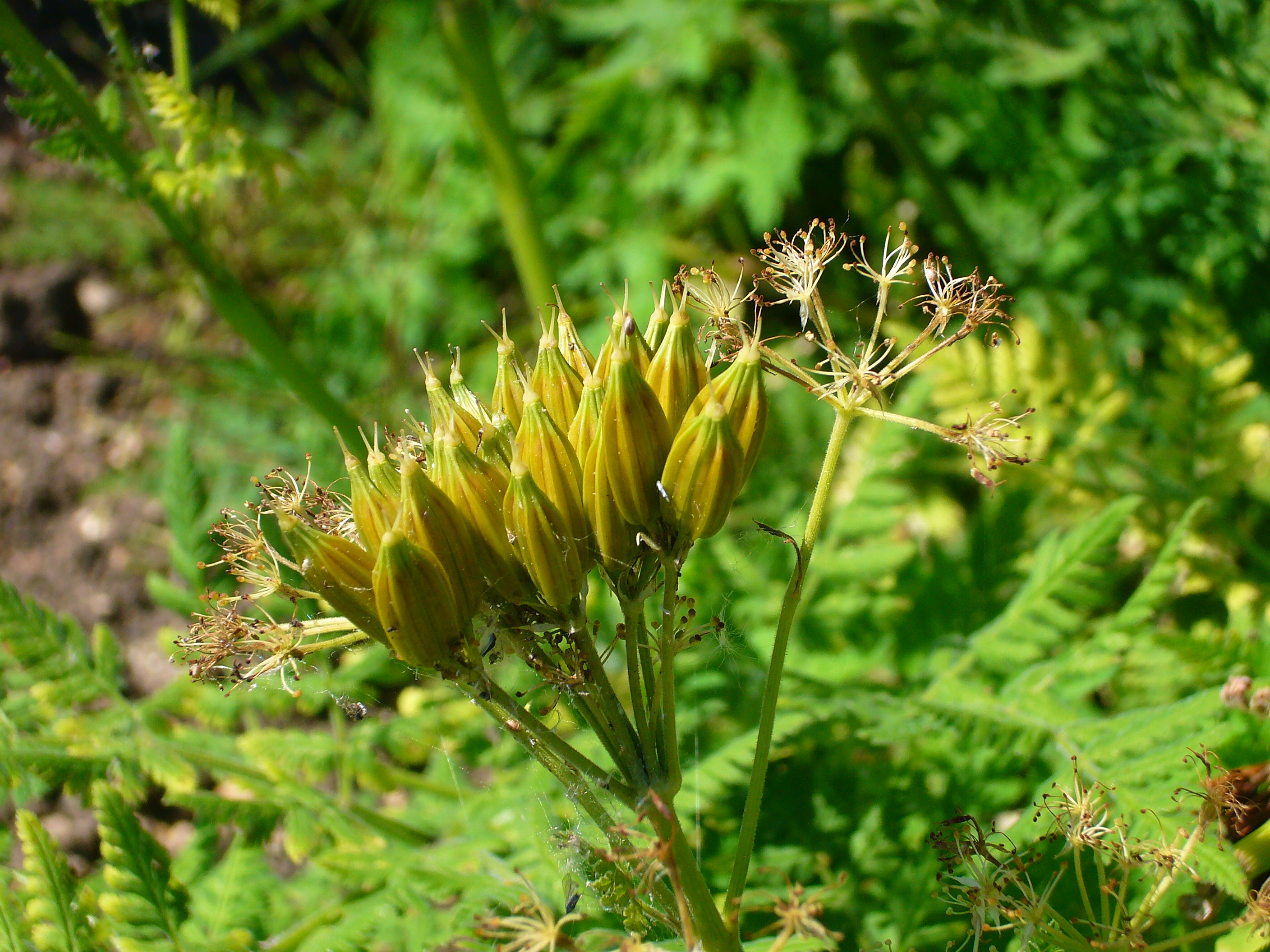
Zuchtform der Süßdolde, Fruchtstand

### Verwendung als essbare Wildpflanze
Alle Teile der Süßdolde sind essbar. Der Geruch aller Pflanzenteile ist anisartig mit leichter Moschusnote. Der Geschmack ist anisartig, lakritzartig und entsprechend dem deutschen Namen der Pflanze süßlich. Der süße Geschmack der Pflanze geht auf den hohen Gehalt an trans-Anethol, eine chemische Verbindung, die nicht zu den Kohlenhydraten gehört, zurück. Die Süßdolde kann als Süßungsmittel eingesetzt werden. Hierdurch lässt sich der Zusatz von Zucker zu Gerichten reduzieren, was für Diabetiker und Personen, die ihren Zuckerkonsum reduzieren wollen, interessant ist.
Von April bis September hat die Süßdolde aromatische, weichhaarige Blätter. Man kann die frischen, gehackten Blätter als Gewürz für Obstsalate und Kompotte, Salate, Kräuterbutter, Quark, Joghurt, Sahne, Reispudding, Wurzelgemüse, Kürbis- und Fischgerichte, Koch- oder Backgemüse sowie zum Aromatisieren von Fruchtsäften, Fruchtsirup, Fruchtbowlen und zur Teebereitung verwenden.
Die Blüten können von Mai bis Juni zum Garnieren von Kompott oder Obstkuchen verwendet werden.
Die Früchte können sowohl in unreifer als auch in reifer Form als Gewürz verwendet werden.
Die unreifen Früchte können von Juli bis August geerntet werden. Man kann sie roh in Getreidegerichten und Fruchtsalaten oder als Würze zu Gemüsegerichten und Desserts verwenden. Nach einer anderen Quelle kann man die gehackten unreifen Früchte zum Würzen von Salaten, Kohlgerichten und Cremespeisen nutzen.
Mit den im Herbst geernteten, reifen Früchten können Desserts, Gebäck wie Kuchen und süße Rahmsoßen verfeinert werden. Man kann sie auch sauren Früchten zur Zubereitung von Kompott zusetzen.
Die im Herbst ausgegrabenen Wurzeln können kurz gekocht ähnlich wie die Pastinake als Gemüse oder mit Essig und Öl versetzt zur Zubereitung eines Salats verwendet werden.
Die Süßdolde wird zur Herstellung von alkoholischen und nicht-alkoholischen Getränken genutzt, z. B. zur Herstellung von Likören wie des Chartreuse.
Ähnliche Gewürze wie die Süßdolde sind: Anis (Pimpinella anisum), Sternanis (Illicium verum) und Fenchel (Foeniculum vulgare).
Gewürze, die sich gut mit der Süßdolde kombinieren lassen, sind: Lorbeer (Laurus nobilis), Melisse (Melissa officinalis) und Minze (Mentha).

### Verwendung als Heilpflanze
Die heute nur noch selten als Heilpflanze verwendete Süßdolde besitzt eine schmerzhemmende, blähungstreibende, entgiftende, verdauungsfördernde, diuretische, eine die Monatsblutung anregende, hustenlösende und eine den Appetit anregende Wirkung.
Entsprechend ihren Wirkungen wird sie in der traditionellen Heilkunde bzw. in der Volksheilkunde als Blutreinigungsmittel, gegen Husten, als blähungstreibendes Mittel, gegen Magenschwäche und als Stärkungsmittel genutzt.
Für das ätherische Öl der Süßdolde wurde eine gute antimykotische Wirkung nachgewiesen.

### Weitere Verwendungen
Die Süßdolde ist eine Gewürz- und Duftpflanze (Anisduft), deshalb wird sie für Potpourris, Duftsträuße, Duftrasen, Dufthecken, Duftgarten verwendet.

## Inhaltsstoffe

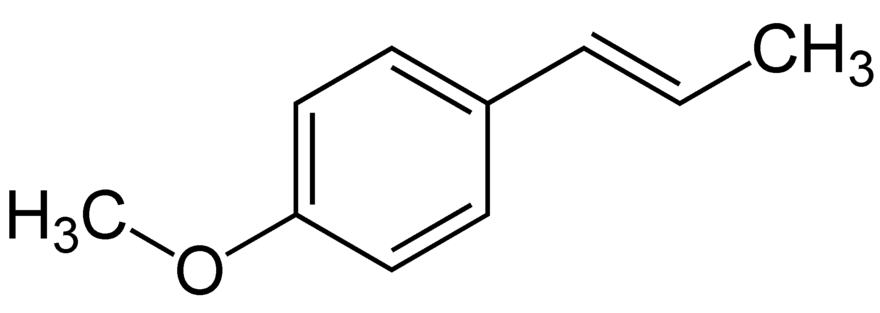
Struktur von trans-Anethol

### Inhaltsstoffe der Blätter
Das aus den Blättern gewonnene ätherische Öl enthält als Hauptbestandteil mit 82–85 % trans-Anethol. Entsprechend dem anisartigen Geschmack der Blätter der Süßdolde ist diese Verbindung auch Hauptbestandteil des ätherischen Öls des Anis. Neben trans-Anethol enthält das ätherische Öl der Blätter u. a. α- und/oder γ-Terpineol und die Sesquiterpene allo-Aromadendren und/oder Germacren D, Longifolen, β-Caryophyllen, β-Bisabolen sowie γ-Muurolen und/oder β-Selinen. Weiter enthält das ätherische Öl der Blätter Myrcen und Elemol.
Die Süßdolde enthält zudem Flavonoide, u. a. Glucoside von Apigenin und Luteolin.

### Inhaltsstoffe der Früchte
Die Früchte enthalten ein ätherisches Öl und ein fettes Öl (12–15 %). Der Anteil des ätherischen Öls ist in den unreifen Früchten mit 4 % deutlich höher als in den reifen Früchten mit 0,8 %.
Die Hauptkomponente des ätherischen Öls der Früchte ist wie bei dem der Blätter trans-Anethol, mit einem Anteil von 75–85 %. Weiter enthält es Limonen, α- und/oder γ-Terpineol, Elemol und β-Bisabolen.

## Weitere Illustrationen

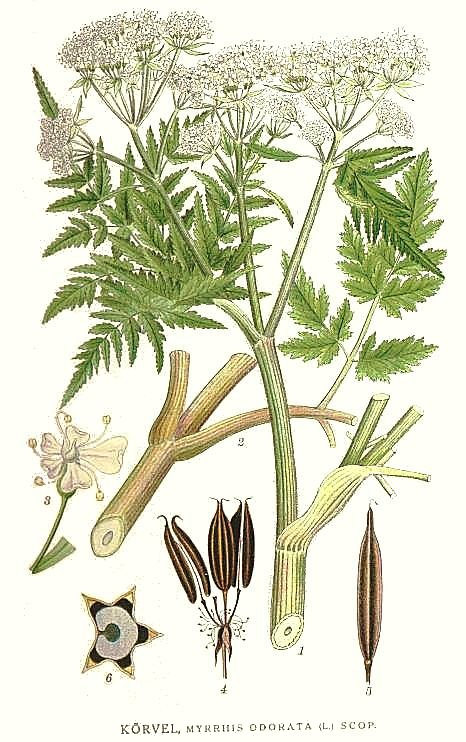
Illustration aus Bilder ur Nordens Flora